# Uszty-abakani járás

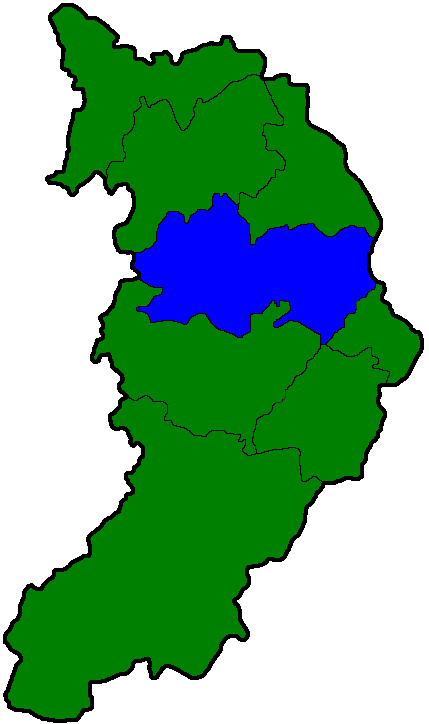
Az Uszty-abakani járás Hakaszföldön

Az Uszty-abakani járás (oroszul Усть-Абаканский район, hakaszul Ағбан пилтірі аймағы) Oroszország egyik járása Hakaszföldön. Székhelye Uszty-Abakan.

## Népesség
- 2002-ben 52 694 lakosa volt, melyből 83,6% orosz, 7,2% hakasz, 2,1% csuvas, 1,4% német.
- 2010-ben 39 373 lakosa volt.